# NGC 7129
NGC 7129 (również OCL 240 lub LBN 497) – gromada otwarta powiązana z mgławicą refleksyjną IC 5134, znajdująca się w gwiazdozbiorze Cefeusza w odległości około 3000 lat świetlnych od Ziemi. Została odkryta 18 października 1794 roku przez Williama Herschela. Gwiazdy należące do gromady NGC 7129 są w stosunkowo młodym wieku, mają po zaledwie kilka milionów lat.

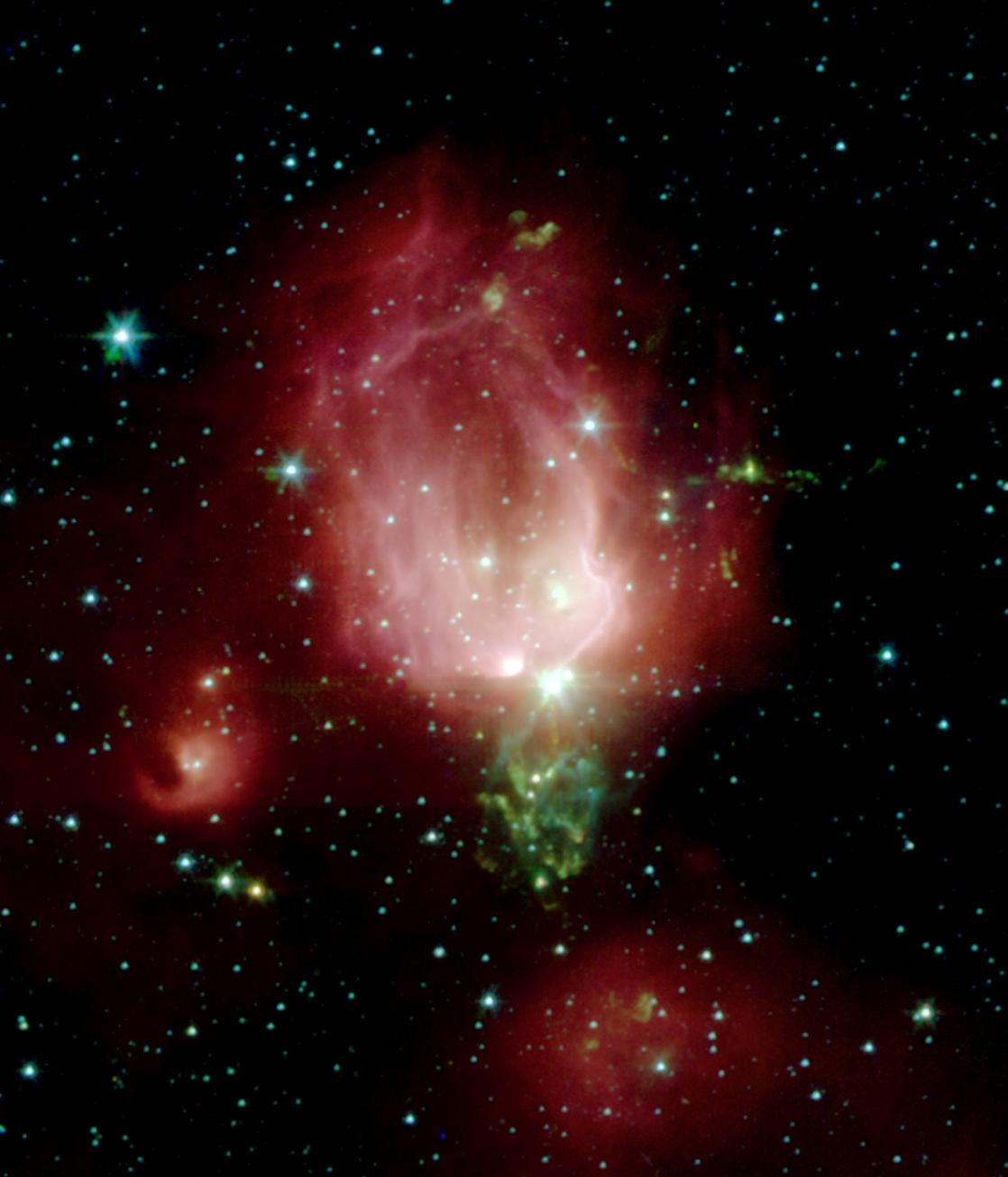
Mgławica w podczerwieni, zdjęcie wykonane przez Kosmiczny Teleskop Spitzera